# Small sail
Small sail is een maritiem evenement dat ieder jaar in de laatste week van augustus in Vlissingen wordt gehouden. In 1994 werd het evenement voor het eerst gehouden onder de naam Sail Vlissingen. Mede door het succes van deze "grote" Sail is de basis gelegd voor small sail. 
Dit evenement is, zoals de naamgeving al zegt, een kleine versie van de grotere sailfestivals zoals DelfSail en Sail Amsterdam.     

## 2007
In 2007 is het small sail in verband met het Michiel de Ruyterjaar  eenmalig vervangen door een groot sailevenement 'Sail de Ruyter". Dit is gehouden van 23 tot en met 26 augustus 2007. 

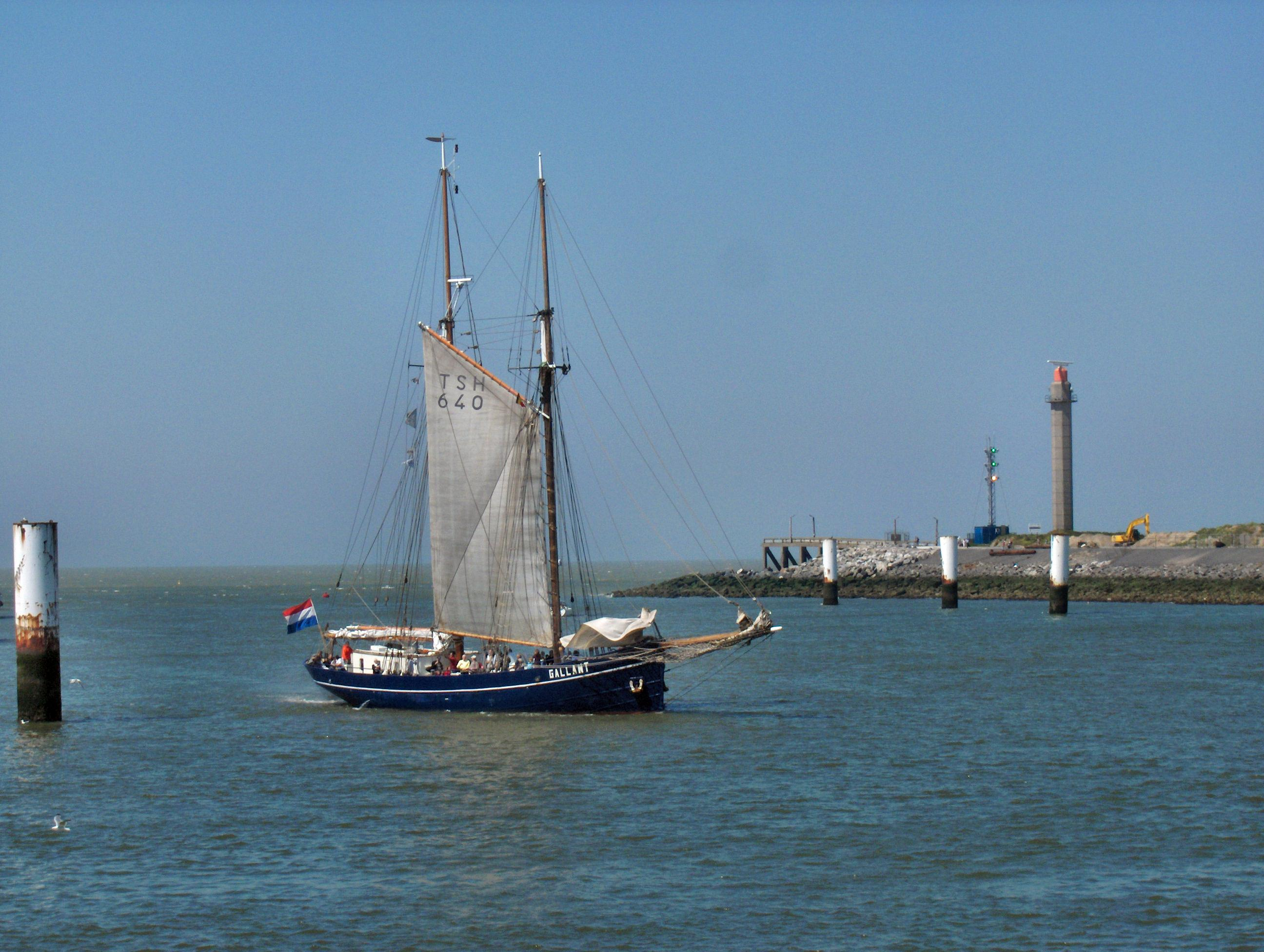
De tweemaster Gallant bij het binnenvaren van de haven van Oostende in 2009

De onderstaande boten stonden op het programma: de Mir, Dar Mlodiezy, Eendracht, Mercedes, Thalassa, J.R. Tolkien, Loth Loriën, Stad Amsterdam, Stedemaeght, Willem Barentsz, Oostvogel, Bounty, Twister, Astrid, Gallant, Tecla, Spirit of Chermanius, Zenobe Gramme, La Recouverance, Urania, Noord-Holland, Jeany Jonston, Etoile de France, Etoile Polaire en de Renard.
Ook was er veel varend erfgoed te bezichtigen. De activiteiten vonden in de havens en het centrum van Vlissingen plaats.

## Vlissingen Maritiem
Na het succesvolle verloop van Sail De Ruyter 2007 kregen de Small Sail Festivals een vervolg onder de noemer 'Vlissingen Maritiem'. De opzet en aanpak werden gewijzigd waarbij de belangrijkste verandering is geweest dat het evenement niet meer uitsluitend werd georganiseerd rond het maritiem erfgoed maar dat er ook aandacht kwam voor de hedendaagse maritieme sector. Met thema's als loodswezen, stoom- en sleepvaart en schepen van alle tijden werd ook de Zeeuwse maritieme sector belicht.

## Sail De Ruyter 2013
In het 'Jaar van de Gouden Eeuw' en tevens het jubileumjaar van de Koninklijke Marine werd in Vlissingen opnieuw een Sail De Ruyter georganiseerd. Het hart van het evenement lag in de Vlissingse Dokhaven en Binnenhavens. Daar waar voorheen de Koninklijke Maatschappij 'De Schelde' de schepen van de hellingen liet lopen en waar de Nederlandse marineschepen worden gebouwd. Voor de Vlissingse boulevards werd er evenals in 2007 een vlootschouw gegeven.